# سيمون ديفيز (لاعب كرة قدم)
سيمون ديفيز (بالإنجليزية: Simon Davies)‏ (23 أبريل 1974 في المملكة المتحدة - ) هو مدرب كرة قدم ولاعب كرة قدم بريطاني في مركز الوسط. شارك مع منتخب ويلز لكرة القدم. أما مع النوادي، فقد لعب مع ذا نيو سينتس وماكليسفيلد تاون ومانشستر يونايتد ونادي إكزتر سيتي ونادي إيرباص يو كاي بروتون ونادي بانغور سيتي ونادي روتشديل ونادي ريل ونادي لوتون تاون وهدرسفيلد تاون ونادي تشستر سيتي.

## وصلات خارجية
- سيمون ديفيز على موقع قاعدة بيانات كرة القدم.إي يو (الإنجليزية)
- سيمون ديفيز على موقع Soccerbase.com (لاعب) (الإنجليزية)
- سيمون ديفيز على موقع Soccerbase.com (مدرب) (الإنجليزية)
- سيمون ديفيز على موقع عالم كرة القدم.نت (الإنجليزية)